# Вулиця Возняка (Львів)
Вулиця Возняка́ (також Вулиця Академіка Возняка) — вулиця у Шевченківському районі міста Львова, в місцевості Голоско. Пролягає на північ від вулиці Варшавської, паралельно до вулиць На Нивах та Теслярської, завершується глухим кутом.

## Історія та забудова
Вулиця виникла на початку XX століття під у складі передміського селища Голоско Мале. Після входження селища до меж міста 11 квітня 1930 року, вулиці колишнього села були перейменовані або ж новоутвореним вулицям надавалися певні назви. Так, у 1938 році отримала назву Слівіньськєго, на честь польського актора, театрального режисера Станіслава Слівінського, а 1944 року уточнена на вулицю Слівінського. Сучасна назва походить з 1963 року, на пошану українського літературознавця та фольклориста, академіка Михайла Возняка.
Забудова малоповерхова садибна 1930-х років.